# 게임 TV
게임 TV(Game TV)는 대한민국의 게임 전문 방송 채널이었다. 2003년 5월 봄개편 전까지의 채널명은 겜TV(ghem TV)였다.

## 역사
설립된 날짜는 2000년 5월이며, 2001년 11월에는 케이블 방송을, 2002년 3월에는 위성방송을 개국했고, 2002년부터 자체 스타크래프트 개인리그인 겜TV 스타리그를 개최하였다. 또한 WCG 2002, WCG 2003 대회의 주관방송사로 선정되기도 했다. 2004년 봄 경영난으로 간판이었던 겜TV 스타리그를 중단하고, KT-KTF 프리미어리그 방송을 중단하는 등 사업이 극도로 위축되었다. 2003년에 게임 TV로 명칭을 바꾸었으며, 2004년에는 케이블 방송을 송출 중단하였다. 2006년 6월부터는 방송 송출을 완전히 중단하였다.

## 개최했던 리그
ghem TV 스타리그는 게임 TV에서 진행하였던 스타크래프트 개인리그이다. 2002년 3월에 개막하여, 남성부는 2004년 10월 3차 대회를 마지막으로 폐지되었으며, 여성부는 2006년 11월 6차 대회를 마지막으로 폐지되었다.

### 남성부
- 제1차 ghem TV 스타리그
- 제2차 ghem TV 스타리그
- 제3차 ghem TV 스타리그

### 여성부
- 제1차 ghem TV 스타리그 여성부
- 제2차 ghem TV 스타리그 여성부
- 제3차 ghem TV 스타리그 여성부
- 제4차 game TV 스타리그 여성부 (ghem TV → game TV 채널명 변경)
- 스카이라이프배 game TV 스타리그 여성부 (5차)
- 스카이라이프배 game TV 레이디스 스타 챔피언십 (6차)